# Luxembourg au Concours Eurovision de la chanson 1966
Le Luxembourg a participé au Concours Eurovision de la chanson 1966, le 5 mars à Luxembourg. C'est la 10e participation du Luxembourg au Concours Eurovision de la chanson.
Le pays est représenté par la chanteuse Michèle Torr et la chanson Ce soir je t'attendais, sélectionnées en interne par Télé Luxembourg.

## Sélection interne
Le radiodiffuseur luxembourgeois, Télé Luxembourg, choisit l'artiste et la chanson en interne pour représenter le Luxembourg au Concours Eurovision de la chanson 1966.
Lors de cette sélection, c'est la chanson Ce soir je t'attendais, écrite par Jacques Chaumelle et composée par Bernard Kesslair et interprétée par la chanteuse française Michèle Torr, qui fut choisie, accompagnée du chef d'orchestre Jean Roderès.
| Ordre | Interprète   | Chanson                | Langue   |
| ----- | ------------ | ---------------------- | -------- |
| 1     | Michèle Torr | Ce soir je t'attendais | Français |

## À l'Eurovision
Chaque jury national attribue un, trois ou cinq points à ses trois chansons préférées.

### Points attribués par le Luxembourg
| 5 points | Autriche    |
| 3 points | Royaume-Uni |
| 1 point  | Suisse      |

### Points attribués au Luxembourg
| 5 points | 3 points | 1 point             |
| -------- | -------- | ------------------- |
| - Suède  |          | - Autriche - France |

Michèle Torr interprète Ce soir je t'attendais en quatrième position lors de la soirée du concours, suivant la Belgique et précédant la Yougoslavie .
Au terme du vote final, le Luxembourg termine 10e — à égalité avec l'Allemagne et la Finlande — sur les 18 pays participants, ayant reçu 7 points au total de la part de trois pays,.